# Подводные лодки проекта 651
Подводные лодки проекта 651 — серия советских дизель-электрических подводных лодок (ДЭПЛ) с крылатыми ракетами П-6 или П-5. Всего в 1960—1968 годах было построено 16 субмарин 651-го проекта. В конце 1980-х — начале 1990-х годов все ДЭПЛ данного проекта были списаны, большинство из них пошло на слом.

## История
Эти подводные лодки — единственный проект советских ДЭПЛ, изначально разработанный для оснащения крылатыми ракетами, а не переделанный из многоцелевой ПЛ. 16 подводных лодок проекта 651 были построены в 1960—1968 годах, параллельно с атомными подводными лодками с аналогичным вооружением проекта 659 (1958—1963, пять кораблей) и проекта 675 (1962—1970, 29 кораблей). Все ПЛРК проекта 651 были сведены в специально созданную 35-ю дивизию подводных лодок, базировавшуюся на Ура-губу, Видяево, Северный флот ВМФ ВС Союза ССР. В 1966—1969 годах часть лодок была переведена на Тихоокеанский флот, а остальные начиная с 1981 года переведены на Черноморский и Балтийский флот ВМФ Вооружённых Сил Советского Союза. К началу 1990-х годов все корабли были списаны и разделаны на металл, кроме двух: в 1999 году К-24 под наименованием U-461 стала музейным кораблём в Пенемюнде, Германия, в 2002—2010 годах К-77 под наименованием U-484 экспонировалась в Провиденс, США, после чего из-за нехватки средств на поддержание музея ветхий корпус утилизировали.

## Конструкция

### Корпус
Лодка имеет двухкорпусную конструкцию. Прочный корпус разделяется на 8 отсеков:
1. Носовой торпедный отсек;
2. Жилой/аккумуляторный отсек;
3. Ракетный/аккумуляторный отсек;
4. Отсек управления;
5. Жилой/аккумуляторный отсек;
6. Отсек с дизелями и дизель-генератором.
7. Отсек электромоторов;
8. Кормовой торпедный отсек.

Лёгкий корпус у первых лодок выполнялся из маломагнитной стали, но после нескольких лет эксплуатации в металле корпуса были обнаружены трещины, потому для последующих кораблей проекта вернулись к обычной стали. Начиная с восьмого корабля проекта, К-81, лёгкий корпус покрывался звукоизолирующим слоем из резиновых панелей толщиной 50 мм.

### Силовая установка
- Дизель-электрическая, двухвальная.
- Два главных дизеля 1Д43 по 4000 л. с.
- Два главных эл. двигателя ПГ-141 по 6000 л. с.
- Вспомогательный дизель-генератор 1ДЛ42 1720 л. с.
- Два эл. двигателя эконом. хода по 150 л. с.
- Аккумуляторная батарея типа САБ 30/3 или 48СМ.

### Размещение экипажа
Условия обитания экипажа были существенно улучшены по сравнению с предыдущими проектами: почти весь личный состав обеспечивался спальными местами. Жилые помещения разместились в 1,2,3 и 7, 8 отсеках. Лодки были оборудованы общесудовыми системами вентиляции, электрообогревателями, паровыми батареями, которые работали на базе при подключении к внешнему источнику питания, холодильными камерами. Свободное пространство увеличилось в том числе за счёт выноса пусковых установок ракет из прочного корпуса.

## Вооружение
Основным вооружением проекта были четыре крылатые ракеты П-6 (SS-N-3A Shaddock) для стрельбы по кораблям, так как лодки этого типа предназначались для борьбы с авианесущими группировками потенциального противника, также имелась возможность использовать ракеты П-5 (SS-N-3 Shaddock) для стрельбы по неподвижным береговым целям. Ракеты размещались в контейнерах вне прочного корпуса лодки, перед ограждением рубки и за ним. Перевооружение лодки с одного типа ракет на другой занимало около двух суток, однако за время службы ни на одной лодке это перевооружение не применялось. Старт ракет осуществлялся только в надводном положении. Во избежание задымления воздухозаборников задних ракет выхлопными газами от старта передних произвольный порядок пуска ракет не допускался. Первыми стартовали задние ракеты.
Торпедное вооружение лодки состояло из шести носовых торпедных аппаратов калибра 533 мм c запасными торпедами в количестве 22 штук, размещёнными в первом и втором отсеке на стеллажах, перегрузка торпед осуществлялась через дополнительный торпедопогрузочный люк, размещённый между первым и вторым отсеком, и с рабочей глубиной от перископной до 100 м, а также 4 кормовых торпедных аппаратов калибра 400 мм с боезапасом в 12 торпед и глубиной стрельбы до 300 м. Кормовые ТА предназначались для подводной самообороны корабля от атакующих субмарин противника.
Все ракеты П-5, П-6 и торпеды калибра 533 мм могли оснащаться ядерными боеголовками.
Из-за того, что дальность полёта крылатых ракет П-6 превышала возможности системы целеуказания лодки, была применена специальная система морского целеуказания «МРСЦ-1 «Успех»», принимающая данные по наведению с самолётов-корректировщиков.

### Модификация 651К
Из-за проблем с самостоятельным наведением ракет и в силу невысокой надёжности наведения самолётами была предпринята попытка создания более надёжной системы наведения ракет. Для этого ПЛ К-81 была переоборудована по проекту 651К, предусматривавшему установку спутниковой антенны для получения целеуказаний с разведывательных ИСЗ и комплекса управляющей аппаратуры «Касатка-Б».

### Модификация 651Э

Схема лодки 651Э проекта.

Проект модификации 651Э был разработан для повышения боевой эффективности дизельных субмарин (весьма многочисленных в те годы) за счёт оснащения ДЭПЛ вспомогательной ядерной энергетической установкой. Это позволило бы увеличить автономность ДЭПЛ в подводном положении. На практике это предложение выразилось в испытаниях на базе субмарины К-68 проекта 651. Проект получил шифр 651Э, разработку проекта выполнило ЦКБ «Лазурит». Выбор базы для испытаний был в большой степени обусловлен тем, что после перехода с серебряно-цинковых аккумуляторных батарей на стандартные свинцовые аккумуляторы характеристики лодок проекта 651 существенно ухудшились, а атомная установка была призвана исправить сложившееся положение.
Вспомогательная атомная энергетическая установка типа ВАУ-6 с реактором ТВП-4 была спроектирована НИКИЭТ, стендовую отработку провел НИТИ. Реактор кипящего типа имел тепловую мощность 5 МВт, турбогенератор выдавал 600 кВт электричества. ВАУ была выполнена в цилиндрическом корпусе диаметром 2,9 м, длиной 6,5 м, массой 70 тонн и размещалась в нише под кормовым отсеком, вне прочного корпуса. Имелся переходный люк из кормового отсека в корпус ВАУ. Флотские остряки прозвали установку «яйцо Доллежаля».
Вспомогательная атомная энергоустановка была установлена на лодку после капремонта в 1985 году. Последующие испытания позволили оценить особенности использования подобных энергоустановок на дизельных подлодках. ЯЭУ обеспечивала ход в подводном положении до 6 узлов при дальности до 7000 миль. В 1993 году ПЛ была выведена из состава действующих единиц и передана на утилизацию. ВАУ-6 находилась в рабочем состоянии так и не выработав свой ресурс. В 2005 году активная зона реактора была выгружена и передана на утилизацию. В серию ядерные реакторы для ДЭПЛ не пошли.

## Представители
Всего планировалось построить 36 лодок, однако серия ограничилась 16 кораблями. Два головных были построены на Балтийском заводе в Санкт-Петербурге, остальные — на заводе «Красное Сормово» в Горьком.
Подводные лодки были в основном сосредоточены в составе 35-й дивизии Северного флота и 29-й дивизии Тихоокеанского флота, впоследствии несколько кораблей с севера были переведены в состав 16-й дивизии на Балтийский флот и в 14-ю дивизию на Черноморский флот ВМФ Советского Союза.
| Наименование                  | Место постройки   | Заводской номер | Дата закладки   | Дата спуска     | Дата вступления в строй | Флот                                                                  | Примечания |
| ----------------------------- | ----------------- | --------------- | --------------- | --------------- | ----------------------- | --------------------------------------------------------------------- | --- |
| K-156                         | Балтийский завод  | 552             | 16 ноября 1960  | 31 июля 1962    | 10 декабря 1963         | Северный флот, с 1977 — Б-156                                         | сдана на слом в 1988 |
| K-85                          | Балтийский завод  | 553             | 25 октября 1961 | 31 января 1964  | 30 декабря 1964         | Северный флот, с 1977 — Б-124, переведена в Балтийский флот           | сдана на слом в 1988 |
| K-63                          | «Красное Сормово» | 513             | 25 апреля 1962  | 26 июля 1963    | 31 декабря 1964         | Тихоокеанский флот, с 1977 — Б-63                                     | сдана на слом в 1991 |
| K-70                          | «Красное Сормово» | 514             | 25 марта 1962   | 6 февраля 1964  | 31 декабря 1964         | Тихоокеанский флот, с 1987 — Б-270                                    | сдана на слом в 1991 |
| K-24                          | «Красное Сормово» | 511             | 15 октября 1961 | 15 июля 1962    | 31 октября 1965         | Северный флот, с 1977 — Б-24, переведена в Балтийский флот,           | продана в Германию в 1994, экспонируется в Пенемюнде под обозначением U461 |
| K-68 с 1977 Б-68 с 1990 БС-68 | «Красное Сормово» | 512             | 25 января 1962  | 30 апреля 1963  | 28 декабря 1965         | Северный флот, с 1977 Балтийский флот                                 | В 1985 году модернизирована по проекту 651Э В 1992 передана в резерв и поставлена на отстой, в 2004 (или 2005?) передана на утилизацию на завод «Нерпа» в Мурманской области. |
| K-77                          | «Красное Сормово» | 515             | 31 января 1963  | 11 марта 1965   | 31 октября 1965         | Северный флот, с 1977 — Б-77, переведена в Балтийский флот,           | продана в Финляндию, затем — в США, в 2000—2001 годах снялась в роли К-19 в одноимённом фильме, затем около 5 лет использовалась как музей в городе Провиденс (столица американского штата Род-Айленд), 18 апреля 2007 года затонула, поднята в июле 2008 года, восстановление музея оценили в 1 млн долларов. Денег не нашлось, в мае 2010 лодка разрезана на металлолом. |
| K-81                          | «Красное Сормово» | 522             | 20 ноября 1963  | 7 августа 1964  | 14 декабря 1965         | Северный флот, с 1977 — Б-81, переведена в Балтийский флот в 1981 г., | Модифицирована в 1971 или 1972 г. по проекту 651К. По другим данным, изначально была достроена по модифицированному проекту. Проект 651К отличался от базового наличием антенны и аппаратуры для космического целеуказания комплексу крылатых ракет, визуально отличался смещением рубки на два метра в корму из-за размещения антенны. В апреле 1991 года выведена из боевого состава и поставлена на прикол в бухте г. Лиепая. Подверглась разграблению цветных металлов. В октябре 1991 затонула у пирса. В 1994 году при выводе российских войск из Латвии брошена в полузатопленном состоянии, позже поднята латвийской фирмой и разделана на металл. |
| K-58                          | «Красное Сормово» | 521             | 15 июля 1963    | декабрь 1966    | 23 сентября 1966        | Северный флот, с 1977 — Б-58                                          | Затонула во время стоянки в 1992 и была сдана на слом. |
| K-73                          | «Красное Сормово» | 523             | 11 августа 1964 | 31 мая 1966     | 15 декабря 1966         | Тихоокеанский флот, с 1977 — Б-73                                     | сдана на слом в 1991 |
| K-67                          | «Красное Сормово» | 524             | 31 января 1965  | 29 октября 1966 | 30 сентября 1967        | Черноморский флот, с 1977 — Б-67                                      | сдана на слом в 1994 |
| K-78                          | «Красное Сормово» | 525             | 25 июля 1965    | 30 марта 1967   | 11 января 1967          | Северный флот, с 1977 — Б-478, переведена в Балтийский флот,          | Выведена из боевого состава в 1994 г., брошена в Латвии, впоследствии разделана на металл |
| K-203                         | «Красное Сормово» | 531             | 25 декабря 1965 | 30 июня 1967    | 2 декабря 1967          | Северный флот, с 1977 — Б-203, переведена в Балтийский флот           | сдана на слом в 1994 |
| K-304                         | «Красное Сормово» | 532             | 6 августа 1966  | 24 января 1967  | 21 сентября 1968        | Северный флот, с 1977 — Б-304                                         | сдана на слом в 1994 |
| K-318                         | «Красное Сормово» | 533             | 29 марта 1966   | 29 марта 1968   | 29 сентября 1968        | Черноморский флот, с 1977 — Б-318                                     | сдана на слом в 1994 |
| K-120                         | «Красное Сормово» | 534             | 25 марта 1967   | 11 июля 1968    | 26 декабря 1968         | Тихоокеанский флот, с 1987 — Б-120                                    | сдана на слом в 1991 |

## Современный статус
14 из 16 лодок пошли на слом. Две оставшиеся проданы за границу: Б-24 продана в Германию в 1994 году. Используется как музей с неверным обозначением U-461 на корпусе. По состоянию 2010 год — единственная сохранившаяся. Б-77 продана финскому бизнесмену, который сделал в ней ресторан, затем перепродана американской фирме, отбуксирована в США. C 1997 года лодка использовалась как туристический аттракцион в городе Сент-Питерсберг, штат Флорида, США. В 2000—2001 годах снималась в роли К-19 в одноимённом фильме, с 2002 по 2007 год была экспонатом музея в городе Провиденс в составе музея авианосца «Саратога». На рубке была нарисована красная звезда и обозначение U-484. В результате шторма 17 апреля 2007 года была повреждена и на следующий день затонула. Поднята лишь 15 месяцев спустя, ремонт оценён в 1 млн долларов, который так и не нашли, поэтому в мае 2010 лодка разделана на металлолом.

## Галерея

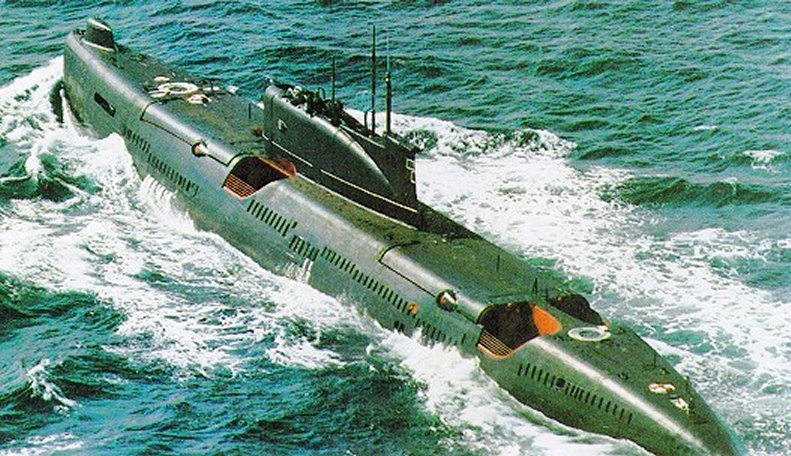
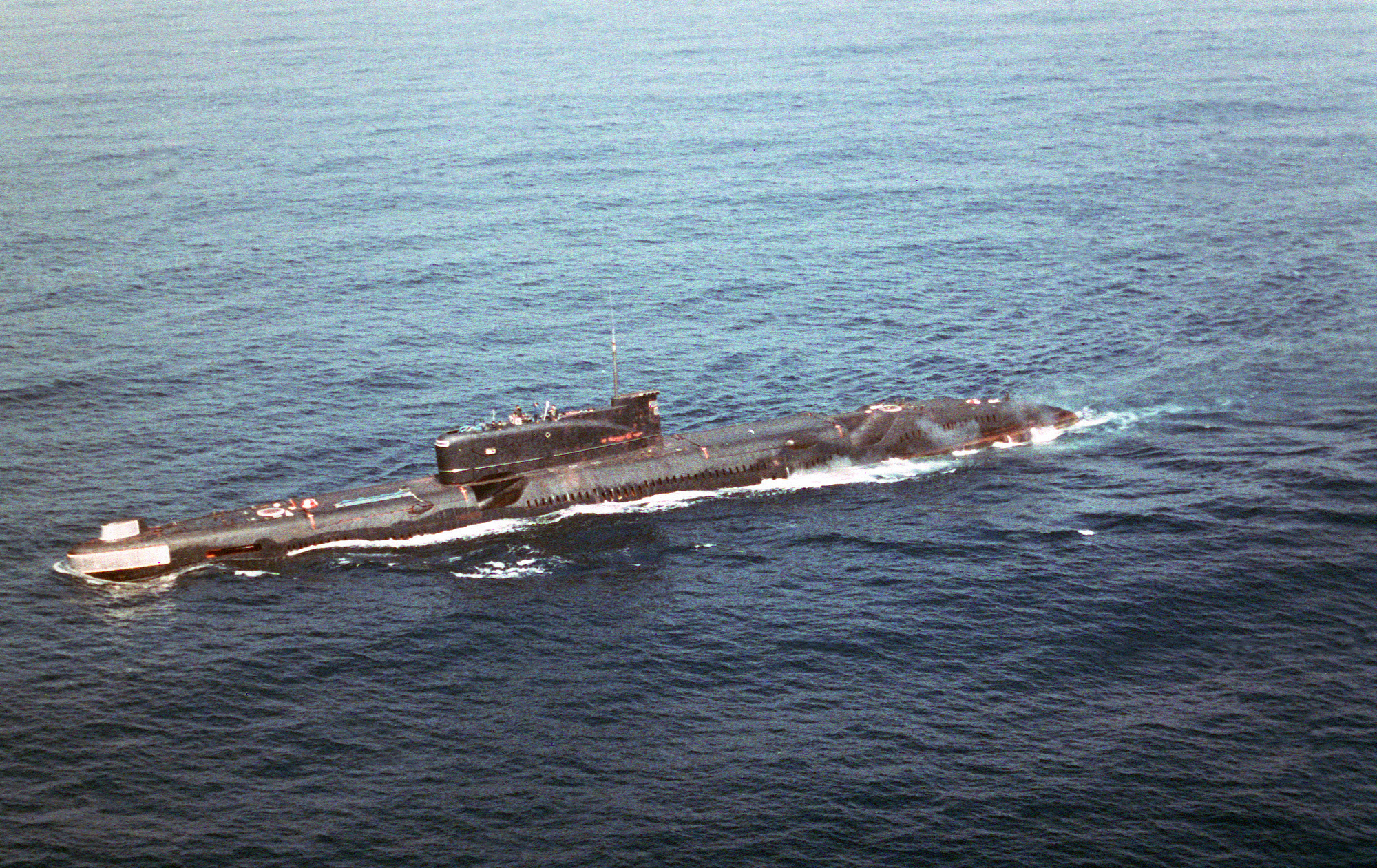
Лодка проекта 651 в море
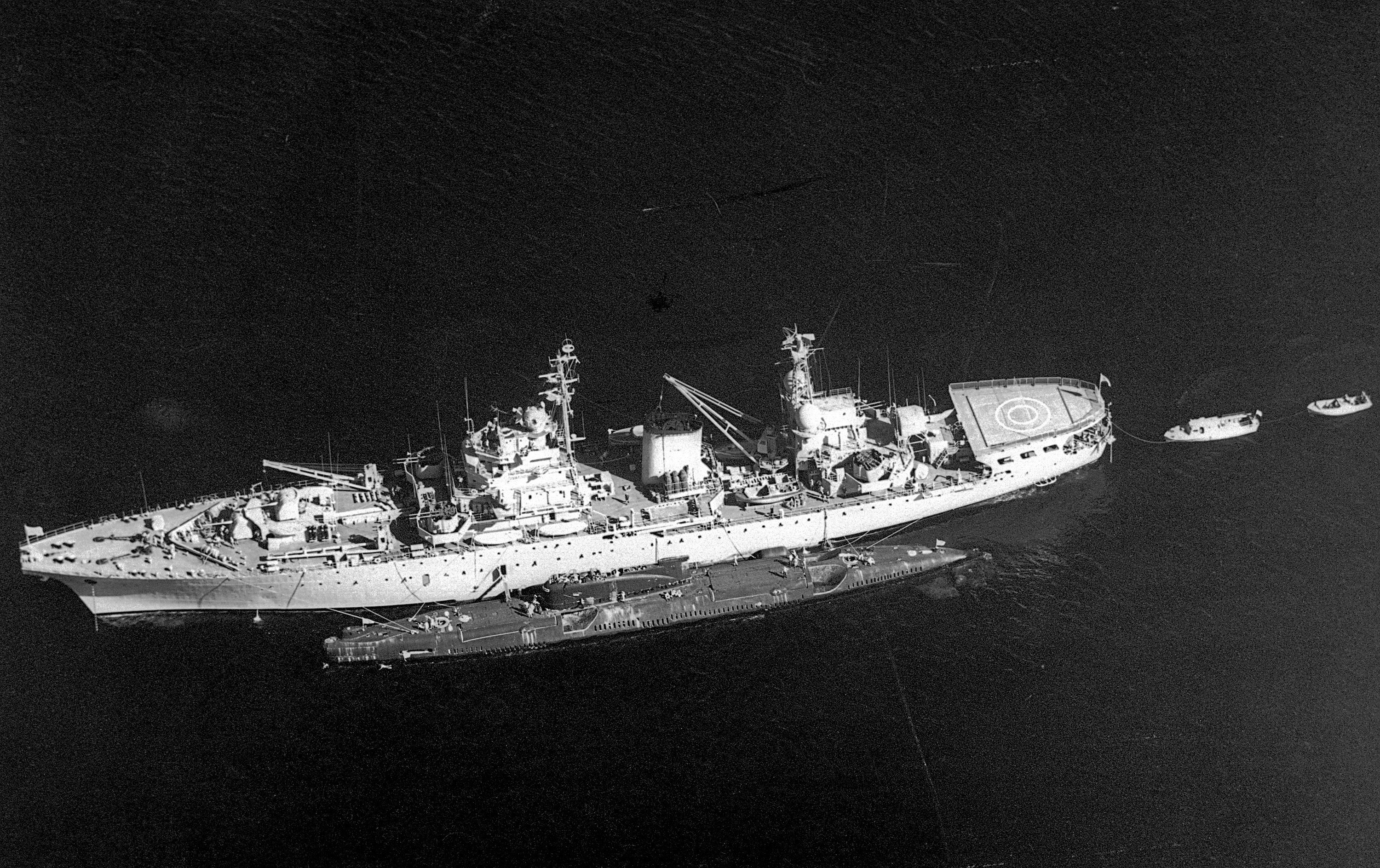
ПБПЛ «Виктор Котельников» проекта 310М с подводной лодкой проекта 651 (возможно, К-203), «точка 52» (Эс-Саллум), 1984 год
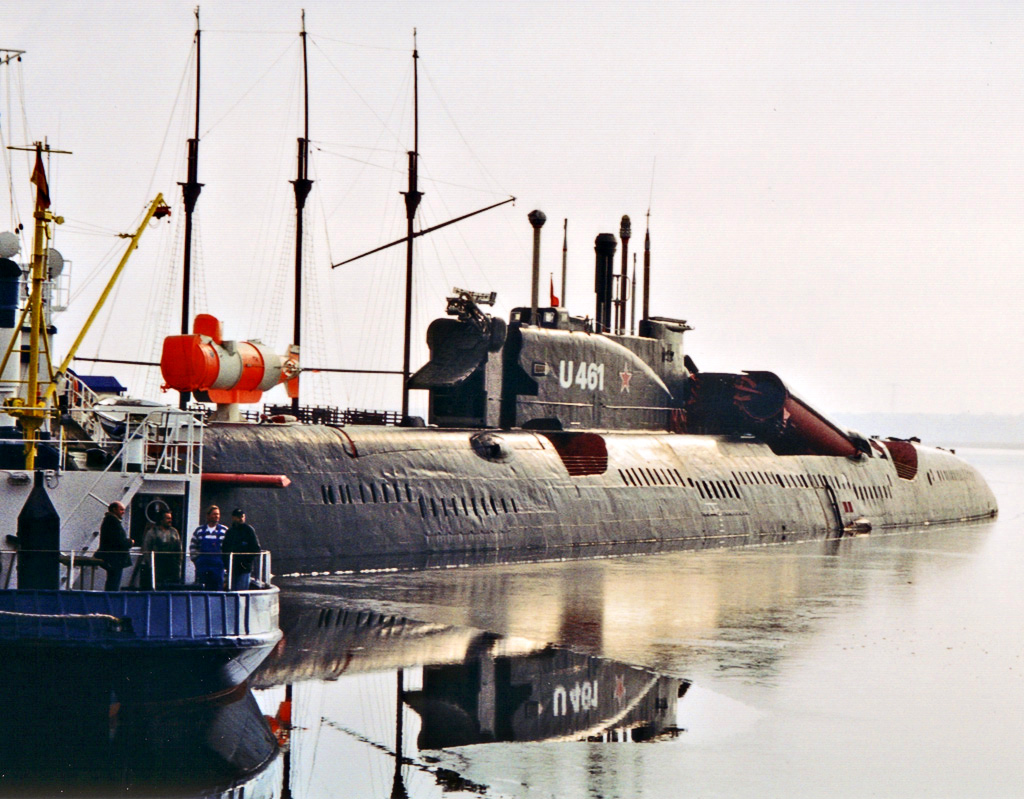
Б-24 в роли «U-461». Левый борт
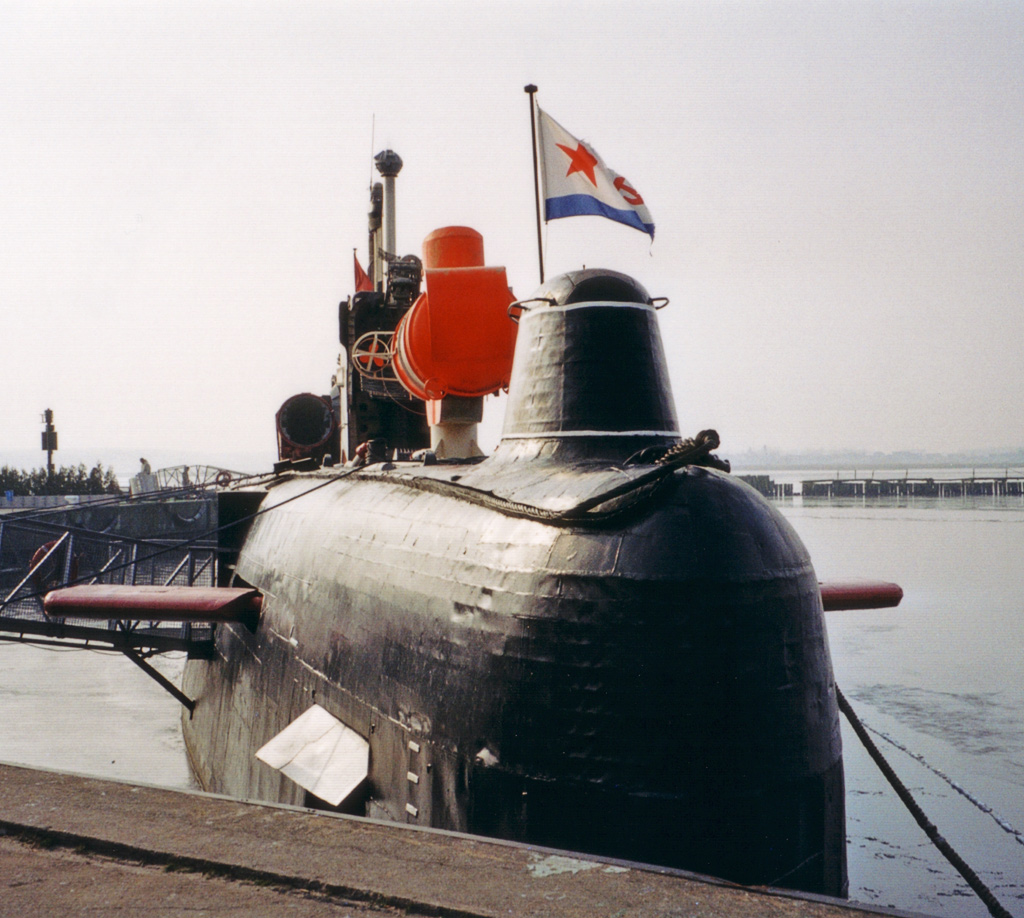
Б-24 в роли «U-461». Нос
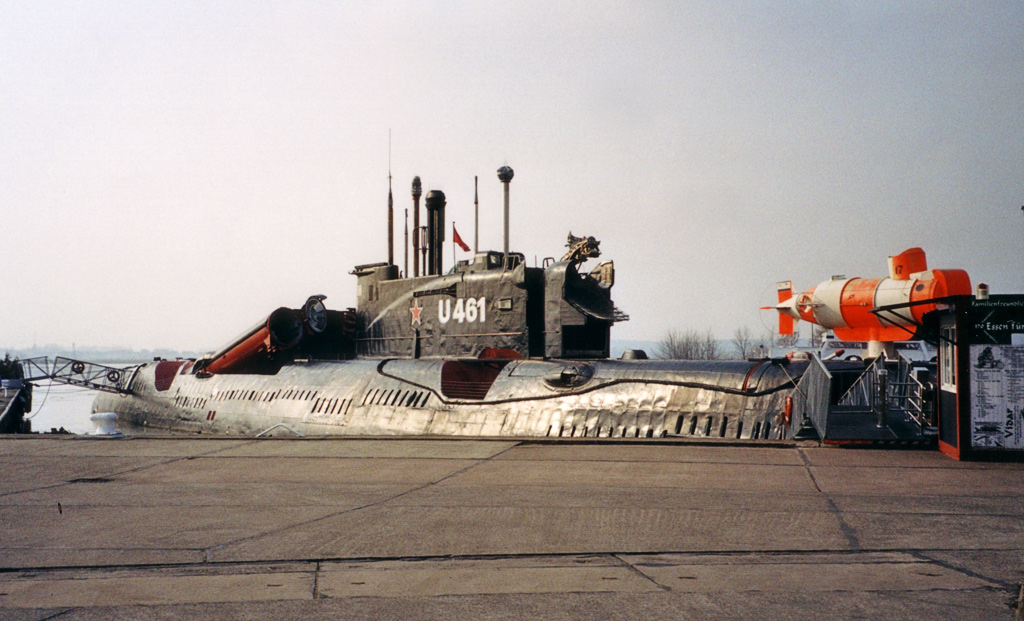
Б-24 в роли «U-461». Правый борт
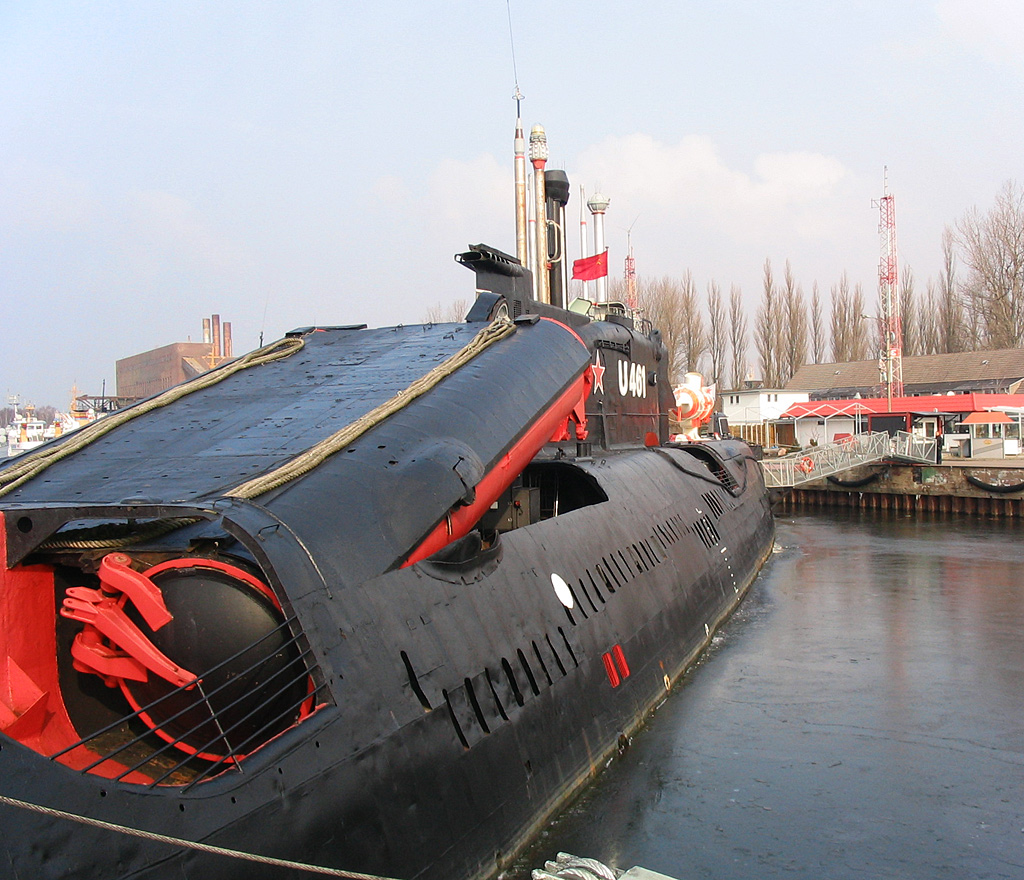
Кормовые ракетные контейнеры в боевом положении
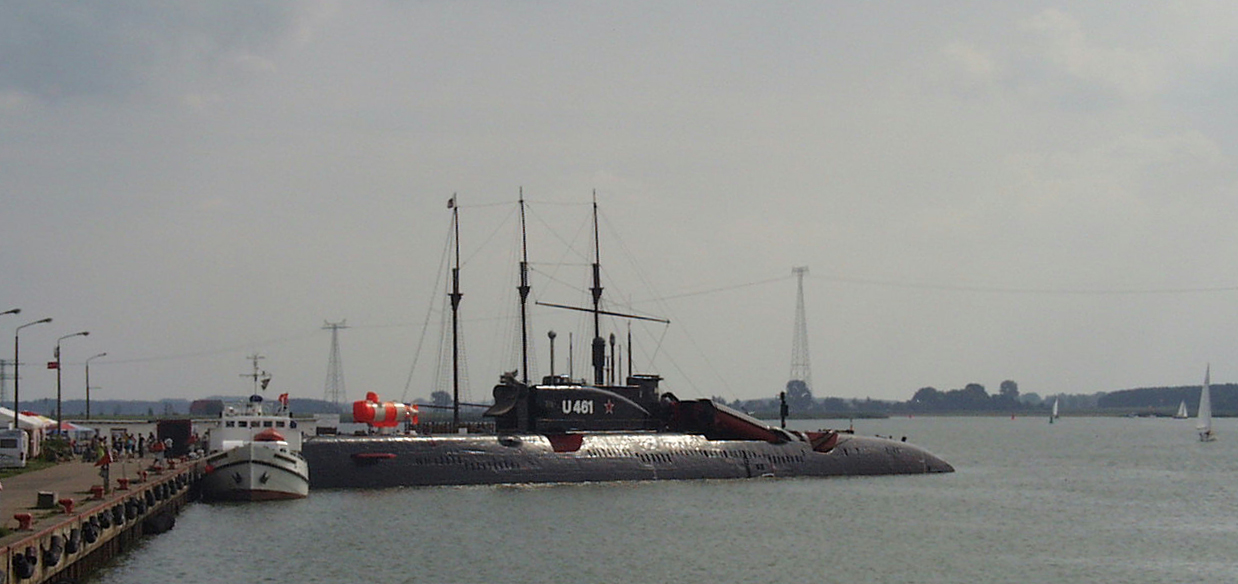
«Российская субмарина U-461 с крылатыми ракетами»